# 川南城际铁路
川南城际铁路是中国四川省南部地区（川南地区）的一条高速铁路线路。铁路连接了内江市、自贡市、宜宾市和泸州市四座城市，并分为内江至自贡至泸州段和自贡至宜宾段两段，形成“人”字形状。内自泸段起于成渝客运专线内江北站，经过自贡站，终到泸州站，全长约129公里，设计速度250公里/小时。自宜线起于自贡站，到宜宾站，全长约83公里，设计速度350公里/小时。
2021年4月，国铁集团正式將川南城际铁路内自泸段命名为绵泸高铁内自泸段。2021年6月28日建成通车。2023年5月8日，根据国铁集团有关通知，成自高速铁路与川南城际铁路自宜段合并正式更名为成宜高速铁路。2023年12月26日，自宜段通车运营。

## 修建经过

### 背景
川南城际铁路位于四川省南部的川南经济区，也是四川省的老工业区，其经济规模（GDP）在省内仅次于以成都为中心的成都平原经济区。铁路所连接的自贡、泸州、内江与宜宾中心城市两两相距在40至100公里内，“自泸内宜”的一体化也是川南经济区建设一大目标。在2012年10月24日“自内宜”三市政府签订了修建城际铁路的合作协议。

### 资金问题
川南城际铁路在修建之前一度面临筹资困难的问题，一开始是由泸州市、自贡市、内江市、宜宾市与四川路桥集团、四川铁投集团共同出资成立川南城际铁路有限责任公司。由川南城际铁路有限责任公司负责建设，并向社会资本开放，甚至承诺可以由社会资本控股。但是由于铁路投资周期长、资金大、回收慢，且收益率不高，难以吸收民间资本。加上中国铁路在运输调度、财务清算等方面的规则都没有完全透明开放，也导致民营不敢入股。最终清一色的是国有资本入股。最终，中国铁路总公司入股10%，但在建设、运营方面，地方政府还是拥有自主权。之后因自宜段涉及“八纵八横”铁路客运网中京昆通道之蓉昆线的原因，四川省、铁路总公司增加了出资。四川铁投出资占比33%，中国铁路成都局集团代表中国国家铁路集团出资，占比18.96%。

### 自泸段改线
2017年12月，泸县-泸州段改线方案出炉，线路在泸州站进站方式由原来的东进西出变更为西进东出。改线后，在泸县站至泸州站之间未再设置其他站址，即泸州空港站取消，同时渝昆高铁泸州站将与绵泸城际高速铁路泸州站并站。
2018年9月，川南城际铁路泸州改线段获批。

### 建设
2015年12月25日，内自泸段在泸州开工。
2016年12月，内自泸段贡境内全线开工，标志着绵川南城际铁路自泸线段入全面施工阶段。
2018年12月21日，川南城际铁路宜宾临港长江大桥站前工程正式开建，川南城际铁路速铁段自宜线正式开工。
2019年4月，根据四川省政府的要求，在川南城际铁路宜宾站后建设与成贵客运专线贵阳方向的联络线。6月28日，自宜段马丘水库特大桥首个桩基开工建设，标志着川南城际铁路自贡至宜宾段全线工程全面开工。
2020年3月，川南城际铁路在新冠肺炎疫情防控得到有效控制后，开始全面复工。
2021年2月1日，川南城际铁路内自泸段轨道铺设施工完成。4月，国铁集团下发通知，原线路名称川南城际铁路内自泸段正式名称为绵泸高速铁路内自泸段，并确定全线车站名称为内江北站、内江东站、白马北站、自贡站、富顺站、泸县站、泸州站。
2021年6月28日，内自泸段开通运营。
2022年5月31日，自宜段控制性工程，宜宾临港公铁两用长江大桥顺利合龙。该桥是世界首座采用公路和高速铁路平层布置的桥梁、世界最宽和跨径最大的公铁两用钢箱梁斜拉桥。

## 车站
内自泸段全线原设计内江北站、三元站、白马西站、自贡东站、富顺站、泸县站、空港站、泸州站8个车站，后因泸县-泸州段改线，改为西进东出泸州站，从而不再设泸州空港站，所以总共设7个车站，全长约129公里，设计速度为250公里/小时。本线在内江北站连接既有成渝客运专线，在自贡东站连接在建成宜高速铁路，在泸州站连接在建渝昆高速铁路。后三元站更名内江东站、白马西站更名白马北站、自贡东站更名自贡站。
自宜段全线共设车站5座，分别为自贡东站、沿滩站、南溪北站、宜宾东站、宜宾站，其中宜宾东-新宜宾段与渝昆高铁共线。在自贡东站连接在建成自高速铁路和内自泸线，在宜宾站连接既有成贵客运专线和渝昆高速铁路。

## 意义
川南城际铁路的通车，结束了泸州市不通客运火车的历史。在泸州与渝昆高速铁路衔接，将形成成渝第二高铁通道。自泸和自宜沿线也可通过在建的成自高速铁路前往成都天府国际机场。
形成成都经天府国际机场、自贡、宜宾至昆明的蓉昆高铁，是国家“八纵八横”铁路网规划中，京昆通道的重要组成部分。成都至昆明时间将缩短至4小时。
自贡全面进入国家高速铁路网，形成川南半小时、成渝1小时、贵昆3小时的通达格局。